# Cacia watantakkuni
Cacia watantakkuni là một loài bọ cánh cứng trong họ Cerambycidae.